# Cupido durmiente (Miguel Ángel)

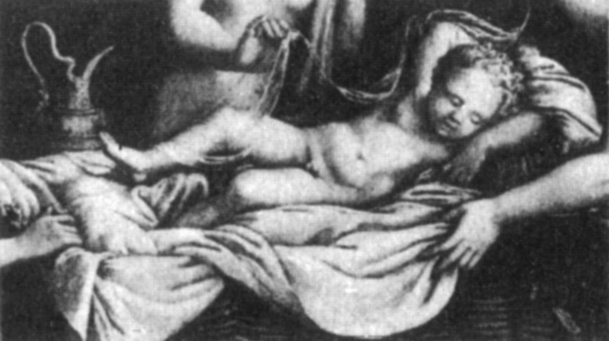
Cupido durmiente en una pintura de Giulio Romano.

El Cupido durmiente fue una escultura creada en el Renacimiento por el artista Miguel Ángel. En el año 1496 fue realizada en mármol a tamaño natural. Es una obra desaparecida desde el siglo XVII, y se considera plausible que hubiera sido destruida en el incendio del extinto palacio de Whitehall de Londres en 1698.

## Historia
Después de una breve estancia en Bolonia, regresó Miguel Ángel a Florencia, donde esculpió el Cupido, al verla, una vez terminada, Lorenzo di Pierfrancesco de Médici (1463-1503) le dijo al escultor: «Quizá si la enterraras y la trataras para darle el aspecto de una obra antigua, la enviaría a Roma, donde estoy seguro de que creerían que es una antigüedad y la venderías mucho mejor». En aquella época las obras antiguas se vendían con más facilidad que las de realización nueva, y el Cupido fue sometido a un proceso de envejecimiento artificial. La escultura fue vendida como una pieza de la Antigüedad encontrada en un hallazgo arqueológico al cardenal Riario, sobrino del papa Sixto IV, quien pagó doscientos ducados de oro, pero el marchante que se encargó de la operación le entregó a Miguel Ángel solo treinta ducados. Comprado más adelante por César Borgia en 1502, terminó finalmente regalado a Isabel de Este. El 21 de julio de 1502 llegó a Mantua, y fue almacenado en la Gruta del Studiolo que tenía la marquesa en el Castello di San Giorgio. Aparece documentado en un inventario en Mantua de 1542, y allí habría permanecido hasta al menos 1627. A finales del siglo XVII, fue trasladado a Inglaterra junto con las colecciones de Gonzaga, perdiéndose todo rastro de él cuando fue recibido como obsequio por Carlos I de Inglaterra en 1632. En 1698, el Cupido de Buonarroti fue probablemente destruido junto a otras obras de arte en los grandes incendios que asolaron el palacio de Whitehall.